# Nguyễn Văn Ngôn
Nguyễn Văn Ngôn (...) è un ex calciatore vietnamita.

## Carriera

### Nazionale
Debutta con la Nazionale del Vietnam del Sud il 31 ottobre 1962, in Vietnam del Sud-Indonesia. 